# Raphael Vieira
Raphael Vieira de Oliveira (14 de junho de 1979) é um jogador de voleibol brasileiro. Conhecido, simplesmente, como Rapha, é levantador do clube italiano Verona Volley. Jogador com passagens por alguns dos melhores times do mundo e pela seleção brasileira de voleibol. O jogador brasileiro com o maior número de títulos com clubes no exterior. Um dos jogadores com mais títulos na carreira da história do voleibol brasileiro. Detentor de várias proezas e recordes na carreira, como por exemplo: o primeiro levantador brasileiro da história a ganhar a Champions League e o Campeonato Italiano. O único levantador da história do voleibol a ganhar 4 Mundiais de Clubes.

## Carreira
Iniciou sua carreira aos 14 anos de idade, no Esporte Clube Banespa, pelo qual jogou até 2001, vencendo um campeonato nacional. Permaneceu no Brasil até 2004, conquistando outras taças em casa, antes de se mudar para a Europa, para jogar no clube russo Zenit Kazan.

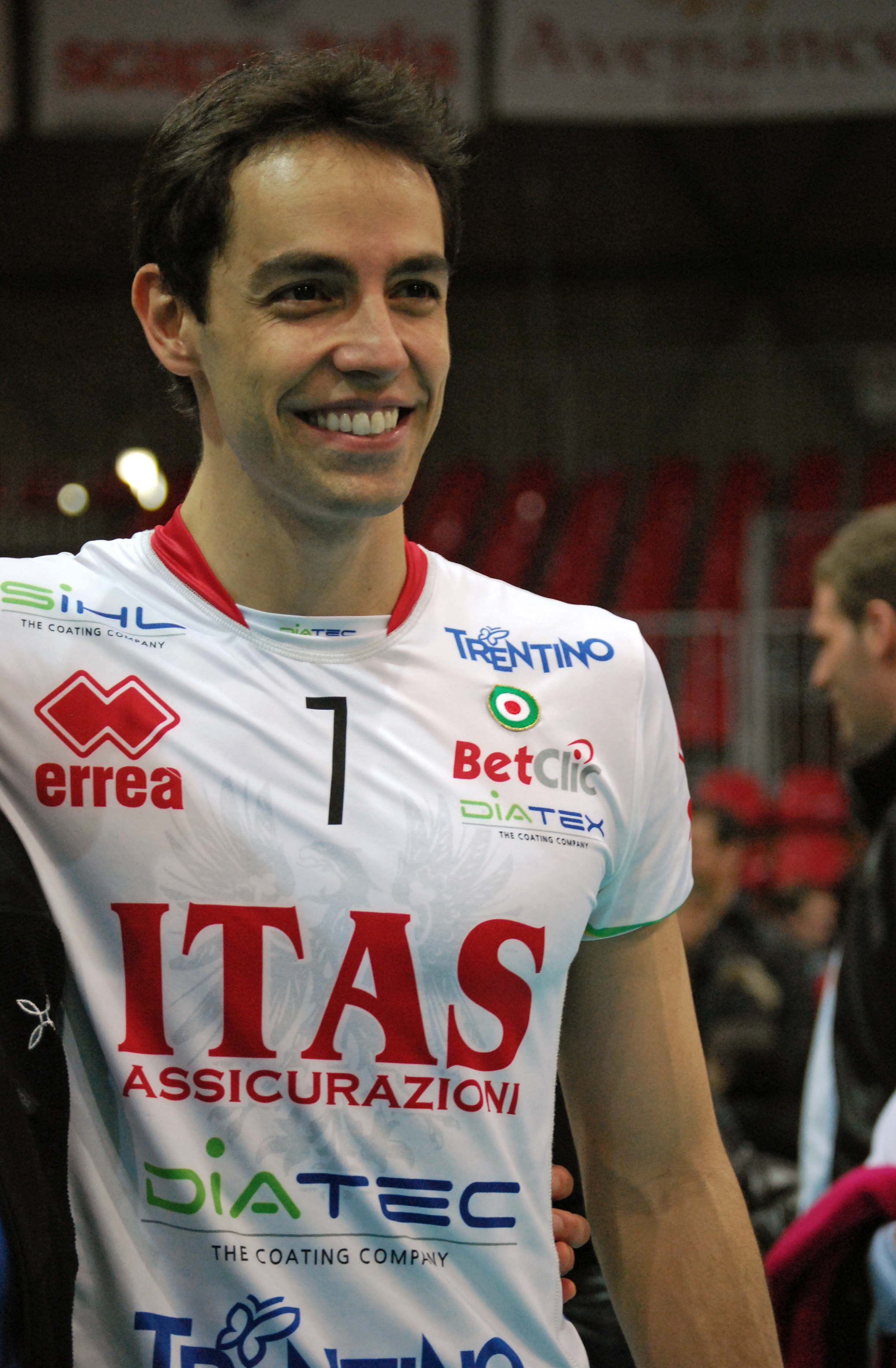
Raphael em 2011

Em 2006, chegou à Itália, jogando por três temporadas com a camisa do Tonno Callipo Vibo Valentia. Foi contratado pelo Trentino Volley ao final da temporada 2008-2009. Com a equipe trentina, vence, alguns meses depois, o Mundial de Clubes, sendo considerado o Melhor levantador, ao final do torneio. Após a vitória no mundial, conseguiu seu primeiro sucesso de prestígio na Itália: conquistou, em 31 de janeiro de 2010, em Montecatini Terme, a Copa Itália.
Sua carreira na Seleção Brasileira iniciou na categoria juvenil, vencendo inúmeras competições continentais e mundiais. Sua primeira participação no time principal foi em 2005, vencendo o Campeonato Sul-Americano, o que se repetiu em 2009.
Em 2014 foi vice-campeão mundial com a seleção brasileira após perder a final pra seleção polonesa.
Após atuar pelo Vôlei Taubaté por 7 temporadas, Raphael mudou-se para a Itália após se contratado pelo Verona Volley para disputar a temporada 2021/22.

## Vida pessoal
Casado com Ana Paula, é pai de três crianças.

## Principais títulos
- Brasil:  Campeão da Superliga  Campeão da Copa do Brasil  Bicampeão da Copa São Paulo  Tetracampeão paulista  Bicampeão gaúcho  Campeão do Grand Prix  Campeão da Supercopa dos campeões
- Rússia:  Campeão da Copa Russa
- Italia:  Tricampeão italiano  Tricampeão da Copa Itália  Bicampeão da Supercopa  Bicampeão da Champions League  Tetra campeão mundial de clubes
- Turquia:  Campeão da Supercopa turca  Campeão da Copa turca  Campeão Turco
- Seleção brasileira:  Tricampeão sul-americano  Campeão da Supercopa dos campeões  Vice campeão Mundial  Vice da liga mundial  Participação em All Star Game do Brasil, Rússia, Itália e Turquia.
- Prêmios individuais:  Melhor levantador do campeonato Russo  Melhor levantador da Copa Russa  Melhor levantador e jogador da Copa Itália  Quatro vezes melhor levantador no Mundial de Clubes  Melhor levantador do campeonato Italiano  Melhor levantador da Champions League
- Recordes:  *Primeiro levantador brasileiro da história a ganhar o campeonato italiano.  *Primeiro levantador brasileiro da história a ganhar a Copa Russa.  *Primeiro levantador brasileiro da história a ganhar prêmio individual na Copa Russa.  * Primeiro e único levantador da história a ganhar 4 mundiais de clubes  *Primeiro e único levantador da história a ganhar 4 mundiais de clubes seguidos e invictos.  *Primeiro e único levantador da história a ganhar 4 prêmios como melhor levantador do Mundial de clubes.  *Primeiro e único levantador brasileiro a ganhar a Champions League  *Primeiro e único levantador brasileiro a ganhar prêmio de melhor levantador da Champions League.  *Primeiro e único levantador brasileiro a ganhar Supercopa turca, Copa turca e campeonato turco.

## Clubes
- Esporte Clube Banespa: 1993/94 - 2000/01
- Bunge/Barão: 2001/02 - 2001/02
- Ulbra/SPFC: 2002/03 - 2003/04
- Dinamo Tattransgaz Kazan: 2004/05 - 2005/06
- Tonno Callipo Volley: 2006/07 - 2008/09
- Itas Diatec Trentino: 2009/10 - 2012/13
- Halkbank Spor Kulübü: 2013/14 - 2013/14
- Al-Rayyan Sports Club: 2014/15 - 2014/15
- EMS Taubaté Funvic: 2014/15 - 2020/21
- Verona Volley: 2021/22 -